# Od Warszawy do Ojcowa
Od Warszawy do Ojcowa. Przygody w podróży po kraju – przygodowa powieść krajoznawcza dla młodzieży Władysława Umińskiego z 1897 roku. Osią powieści jest wakacyjna wycieczka warszawskich 4-klasistów z gimnazjum, podróżujących od Warszawy do Ojcowa.

## Historia wydań
Powieść wydano w 1897 roku (przez Księgarnię Polską Kazimierza Grendyszyńskiego w Petersburgu) i wznowiono w latach 1923 i 1925.

## Fabuła
Osią powieści jest wakacyjna wycieczka warszawskich 4-klasistów z gimnazjum (o nazwiskach Ilski, Dębski, Zielnicki i Motylski), którzy pieszo, przez parę tygodni, zwiedzają Wilanów, Czersk, Puławy, Kazimierz Dolny, Janowiec, Zwoleń, Czarnolas, Iłżę, góry Świętokrzyskie, Chęciny, Kielce, Olkusz i na końcu Ojców, oglądając zabytki, zbierając „okazy przyrodnicze”, i przeżywając rożne przygody (jedna osoba wpada do lochu, bohaterowie są oskarżeni o kradzież, a ich samych okradają cyganie). Młodzi wyruszyli w podróż bez zgody rodziców, jednak dwójka ojców śledziła ich i potajemnie pomagała w kłopotach.

## Analiza
Powieść jest uważana jest za powieść krajoznawczą i jak wiele powieści Umińskiego, inspirowana twórczością Verne’a, aczkolwiek „przetransponowana na polską uczuciowość i stosunki [i] ożywiona polską ideowością”. Odzwierciedla wartości edukacyjne ery pozytywizmu, a także patriotyczne („podtrzymujący ducha” opis Polski w okresie zaborów). Według Damiana Włodzimierza Makucha, była to powieść „ceniona w [swej] epoce”.

## Odbiór
W 1896 powieść pozytywnie ocenił Wiktor Gomulicki w Kraju, chwaląc umiejscowienie akcji w Polsce, i pisząc, że przygody bohaterów „bardziej zajmą naszą młodzież, niż Anglicy i Amerykanie awanturujący się po dalekich morzach i lądach”. W 1897 powieść pozytywnie opisał recenzent Ateneum, podpisujący się jako J.A. Pisał, że jest to „powieść żywo napisana, zajmie niezawodnie każdego młodego czytelnika, który nie tylko znajdzie w niej wiele ciekawych wiadomości tak z geografii, jak i z nauk przyrodniczych, lecz zapozna się z osobliwościami, zabytkami, ludem i przyrodą swego kraju”. W tym samym roku książka doczekała się też pozytywnej recenzji w Przeglądzie Polskim. Recenzent pisał, że młodzi czytelnicy „będą słusznie zachwycać się przygodami swych rówieśników” w książce „ślicznej” i „napisanej nadzwyczaj barwnie i zajmująco”, chwalił tez „ciekawe opisy miejscowości, zdarzeń i wrażeń podróżnych, wybornie pochwytanych i powtórzonych”.
Wznowienie powieści w okresie międzywojennym spotkało się z mieszanymi recenzjami. W 1924 w Przeglądzie Warszawskim Aniela Gruszecka skrytykowała książkę jako „cudowny anachronizm”, krytykując nieadekwatną adaptację powieści sprzed lat trzydziestu, w której znajdują się nieliczne wzmianki o czasach dzisiejszych, ale ogólnie książka prezentuje przestarzałą rzeczywistość epoki rozbiorowej, nie wspominając słowem o niedawnej I wojnie światowej czy końcu rozbiorów. Gruszecka także skrytykowała niski poziom wiedzy i umiejętności bohaterów, nie znających pojęć, które uważa za powszechne dla dzieci w wieku bohaterów (np. Beskidy, żbik), czy umiejętności ery harcerskiej (rozpalanie ogniska, zakładanie obozu), co według niej dla dzisiejszego czytelnika naraża bohaterów "na śmieszność i lekceważenie". 
Pozytywie o książce wyraził się natomiast recenzent Dziennika Bydgoskiego w 1926, pisząc, że książka ta „stanowi nadzwyczaj interesującą lekturę podczas wakacyj... Kochany Czytelniku, wiem, że po przeczytaniu tego dzieła podziękujesz za to, iż Ci zwrócono uwagę na tę piękną książkę”. Książkę zrecenzowała też Komisja Oceny Książek do Czytania dla Młodzieży Szkolnej. Recenzent pisał, że celem powieści jest przedstawienie czytelnikowi interesujących miejsc polskich razem z przedstawieniem wiadomości przyrodniczych, jednak „cel ten autor osiąga tylko częściowo, gdyż opis zabytków architektury, aczkolwiek drobiazgowy, jest suchy i mało zajmujący”; recenzent krytykował też niewyraźne ilustracje w tekście. W podsumowaniu stwierdzono ponadto, że „w przedstawieniu stosunków koleżeńskich” i zachowań bohaterów, zaczynając od „potajemnego wydalenia się z domu”, „autor nie ustrzegł się szczegółów, mogących nasuwać wątpliwości z punktu widzenia pedagogicznego”. Książkę określono jako „dozwoloną” w roku 1929 dla dzieci w wieku 11–14.
W 1955 w Poradniku Bibliotekarza napisano, że książka „budzi zamiłowanie krajoznawcze”.
W 1983 o książce pozytywnie pisał Jarosław Iwaszkiewicz we swoich wspomnieniach; a jego powieść z 1953 roku, Wycieczka do Sandomierza, jest nawiązaniem do powieści Umińskiego, zarówno fabularnie, jak i w konstrukcji utworu, powtarzając nawet imię i nazwisko jednego z bohaterów utworu Umińskiego (Jacek Motylski). Jest ona także dedykowana Umińskiemu "w siedemdziesięciolecie jego niezapomnianej twórczości".
W 2006 książkę zaliczono do bardziej popularnych utworów Umińskiego.